# Southampton, Bermuda

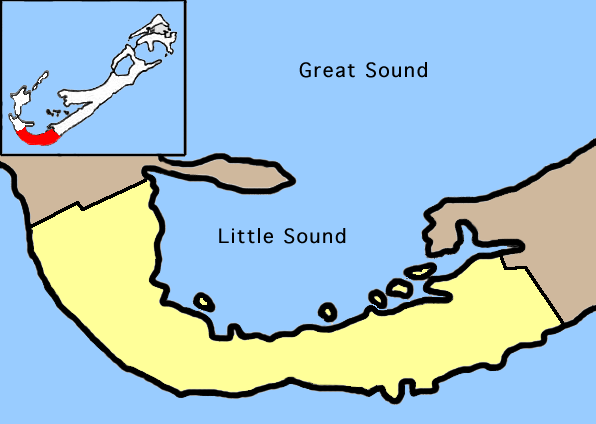
Southamptons församling i Bermuda

Southampton är en församling (parish) i Bermuda. Southampton hade 6 724 invånare, år 2012, på en yta av 5,8 km².